# Hackesche Höfe

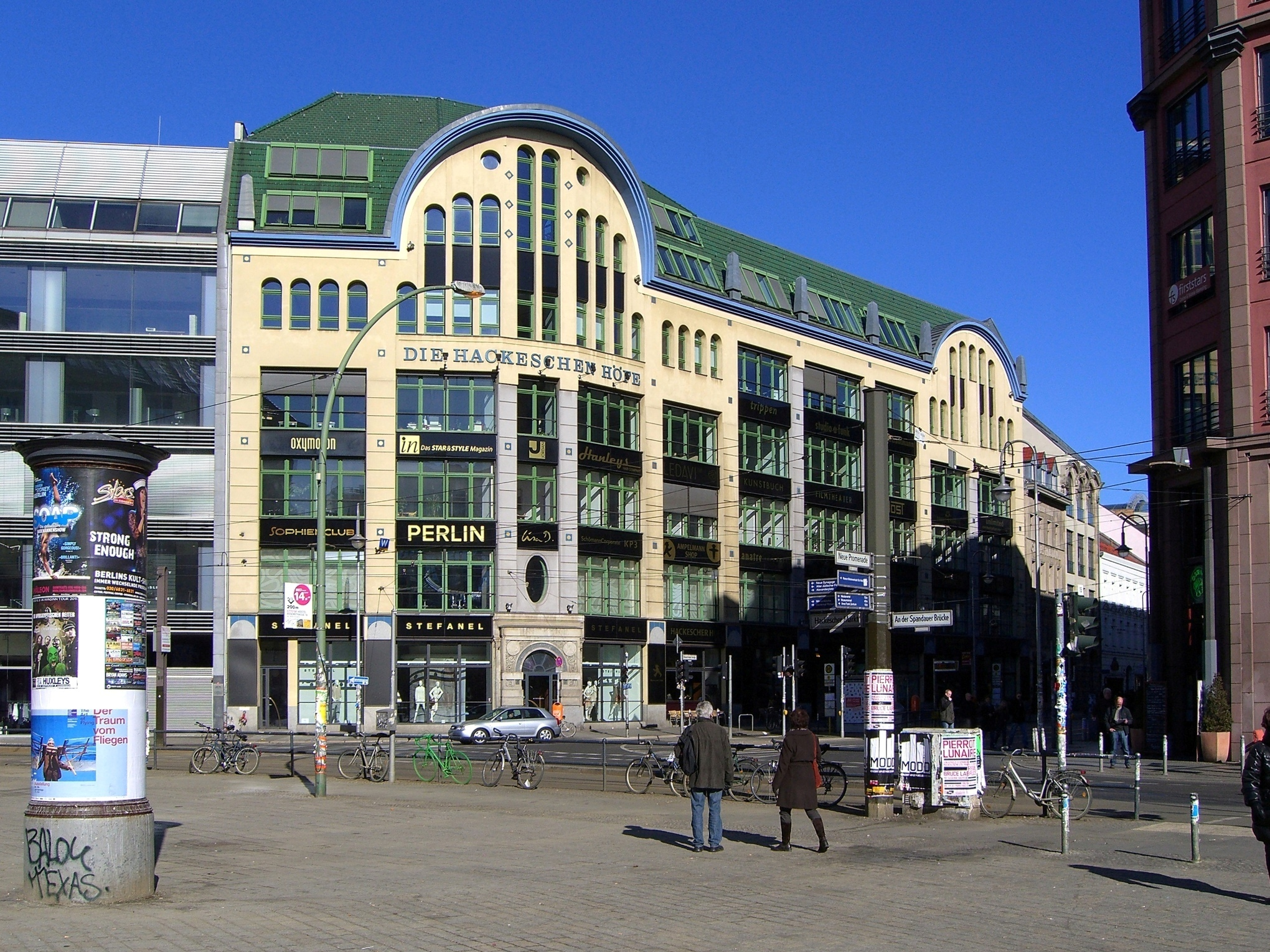
Façana principal i entrada de Hackesche Höfe

Hackesche Höfe és una conglomeració d'edificis al voltant d'uns quants patis situat junt a Hackescher Markt, al districte de Mitte de Berlín. El complex consta de huit patis connectats entre ells, als quals s'hi accedeix a través de l'entrada principal al número 40 de Rosenthaler Strasse.
El complex va ser dissenyat en estil Jugendstill (o Art Nouveau) per August Endel. El primer pati està adornat amb una façana de rajola vidriada policromada. La construcció d'aquest projecte, iniciat en 1906, segueix un patró de separació clara entre àrees residencials, l'artesania, el comerç i la cultura, la qual cosa el distingeix respecte als patis del segle xix. Tot el complex va ser reconstruït al voltant de 1996.